# Benedykt Szymonek
Benedykt Szymonek (ur. 19 lutego 1924 w Siemianowicach Śląskich) – polski piłkarz, pomocnik.

## Kariera piłkarska
Wychowanek Orła Brzeziny Śląskie. W 1948 r. odszedł do Polonii Bytom. W I lidze zadebiutował 24 października 1948 r. w meczu Polonia Bytom - AKS Chorzów 3:3. Łącznie na tym szczeblu rozgrywek wystąpił w 3 meczach. W 1950 r. był zawodnikiem II-ligowej Stali Sosnowiec.

### Statystyki piłkarskie
| Sezon | Klub           | Liga    | Mecze | Gole | Uwagi |
| ----- | -------------- | ------- | ----- | ---- | ----- |
| 1948  | Polonia Bytom  | I liga  | 3     | 0    |       |
| 1950  | Stal Sosnowiec | II liga | 9     | 0    |       |